# May Chidiac

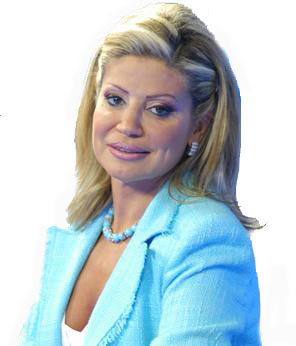
May Chidiac (2009)

May Chidiac (arabisch مي شدياق, DMG Mayy Šidyāq; * 20. Juli 1966 in Beirut) ist eine libanesische Journalistin.

## Leben
May Chidiac arbeitete für die Libanesische Broadcasting Corporation (LBC). Sie war dort Anchorwomen mit dem Schwerpunkt für politische Themen und ist bekannt für ihre anti-syrische Haltung. Am 25. September 2005 wurde ein Attentat mit einer Autobombe auf sie verübt, welches sie überlebte. Jedoch verlor sie den linken Unterarm und das linke Bein. Zur Behandlung ging sie nach Frankreich. Am 12. Juli 2006 kam sie wieder in den Libanon zurück und nahm etwas später ihre Arbeit wieder auf. Am 27. Januar 2006 kündigte sie ihre Kandidatur für den Parlamentssitz Baabda-Aley in den Nachwahlen an.

## Auszeichnungen
- 2006: Courage in Journalism Award der International Women’s Media Foundation (IWMF)[2]
- 2006: UNESCO/Guillermo Cano World Press Freedom Prize für Pressefreiheit
- 2007: Ritter der Ehrenlegion

## Werke
- mit Amal Moghaizel: Le ciel m’attendra. Éditions Florent Massot, Paris 2007 
  - Dt.: Ich werde nicht schweigen! Blanvalet, München 2008, ISBN 978-3-7645-0280-5.